# Karl Küpfmüller
Karl Küpfmüller (Nuremberg, 6 de outubro de 1897 — Darmstadt, 26 de dezembro de 1977) foi um engenheiro eletricista alemão.